# Aeroporto Tancredo Thomas de Farias
O Aeroporto Tancredo Thomaz de Faria (IATA: GPB, ICAO: SSGG) é um aeroporto público brasileiro, localizado no município de Guarapuava, no Paraná.

## História
Em 2013 a companhia aérea Azul planejou criar rota comercial no aeroporto com destino para Campinas a partir de 2014. Porém as obras de ampliação e adequação do aeroporto ficaram apenas no ante-projeto, devido a cortes de verbas do Governo Federal. O aeroporto mais próximo escolhido pela Azul, foi o Aeroporto Municipal de Ponta Grossa Comandante Antonio Amilton Beraldo.
Em dezembro de 2019 a Azul iniciou voos semanais entre Guarapuava e o Aeroporto Internacional de Viracopos (VCP), em Campinas, com aeronaves ATR-72.
Em 23 de março de 2020, os voos comerciais foram cancelados pela Azul Linhas Aéreas, por conta da Pandemia de Covid-19, com o retorno ocorrendo em dezembro de 2022.

## Dados
- Endereço: BR-277 km 349 - Jardim Aeroporto
- Telefone: (42) 3627-1419
- Quantidade de Pousos e Descolagens: 230 mês
- Rádio Guarapuava (AFIS): 130.750 MHz
- Operação VFR/IFR
- Procedimentos IFR:
- Pista: 1620x30m
- Resistência da Pista: 23/F/C/X/T
- Abastecimento de aeronaves Combustível JET A-1, AVGAS-100 - (41) 99977-9595 / (42) 99141-2121
- Atualmente opera com a Empresa Azul. (www.voeazul.com.br)